# Negociación comercial

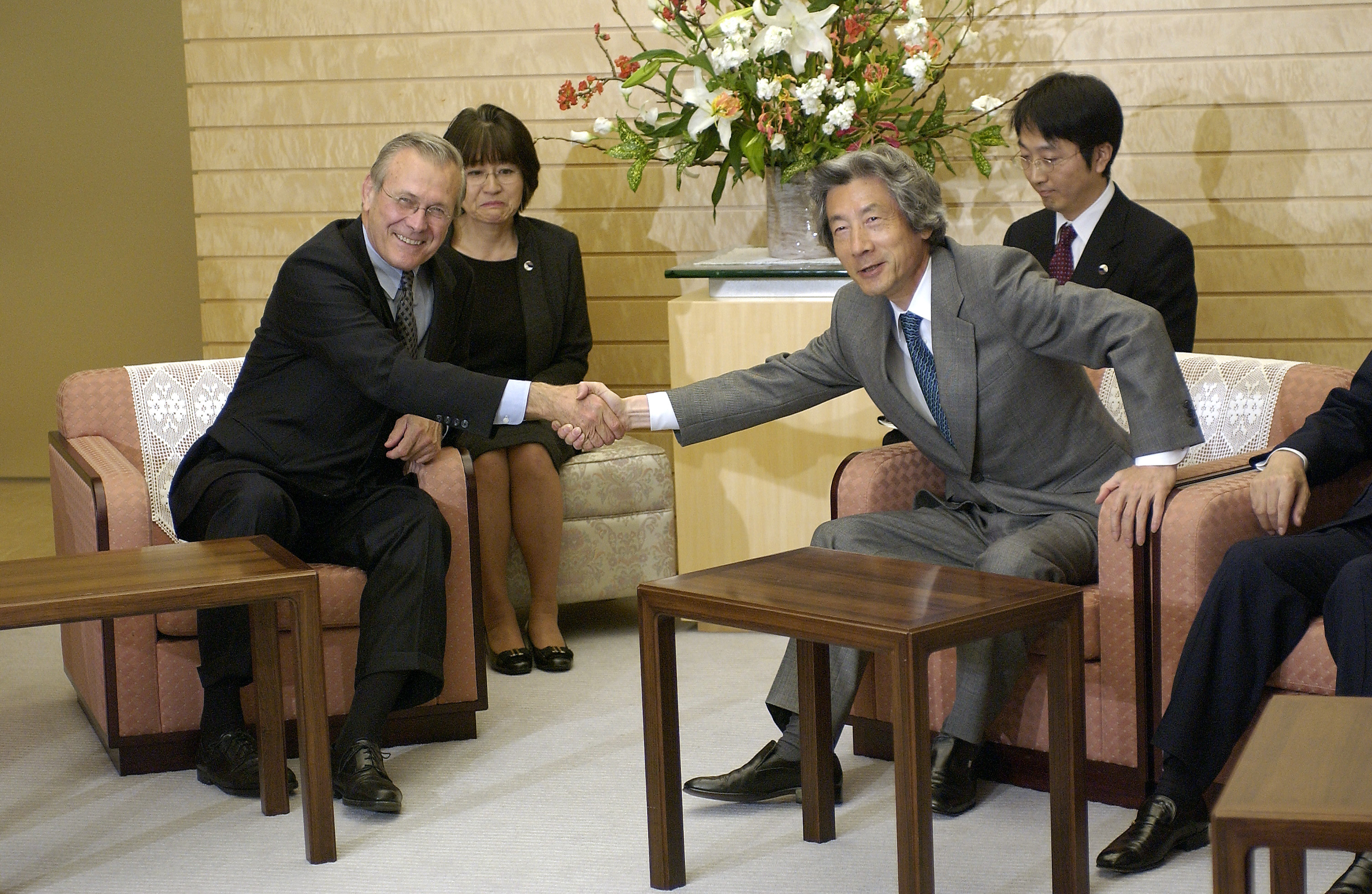
Una negociación comercial por lo general se cierra con un fuerte apretón de manos.

La negociación comercial básicamente se centra en el proceso de intercambio de argumentos en donde una parte que es comprador o cliente escucha las propuestas del vendedor o proveedor de un producto o servicio (tangible o intangible) dando inicio a una negociación de carácter comercial. 
En este tipo de negociación a diferencia de negociaciones de tipo jurídico, laboral, familiar, diplomática, la atención se centra en el bien que se ofrece y se discute, frecuentemente en torno a los beneficios que este puede ofrecer así como en el costo-beneficio de este. 
La negociación comercial también se determina por el factor de oferta y demanda teniendo este factor gran impacto en el tono que pueda alcanzar la negociación. El objetivo de las partes es obtener un beneficio propio que puede ser determinado por la cantidad, calidad o precio básicamente.
En la Negociación Comercial también existen factores de experiencia y preparación que harán que la balanza de la negociación se incline hacia una de las partes, dando con ello mayor beneficio y mejores resultados.